# マコーミック郡 (サウスカロライナ州)
マコーミック郡 (McCormick County) は、アメリカ合衆国サウスカロライナ州に位置する郡である。2000年現在、人口は9,958人である。ここの郡庁所在地はマコーミックである。

## 地理
アメリカ合衆国統計局によると、この郡は総面積1,020 km2 (394 mi2) である。このうち931 km2 (360 mi2) が陸地で89 km2 (34 mi2) が水地域である。総面積の8.71%が水地域となっている。

## 人口動勢
2000年現在の国勢調査で、この郡は人口9,958人、3,558世帯、及び2,604家族が暮らしている。人口密度は11/km2 (28/mi2) である。5/km2 (12/mi2) の平均的な密度に4,459軒の住宅が建っている。この郡の人種的な構成は白人44.78%、アフリカン・アメリカン53.88%、先住民0.07%、アジア0.29%、太平洋諸島系0.03%、その他の人種0.38%、及び混血0.57%である。ここの人口の0.86%はヒスパニックまたはラテン系である。
この郡内の住民は19.50%が18歳未満の未成年、18歳以上24歳以下が8.30%、25歳以上44歳以下が27.60%、45歳以上64歳以下が28.10%、及び65歳以上が16.50%にわたっている。中央値年齢は41歳である。女性100人ごとに対して男性は113.70人である。18歳以上の女性100人ごとに対して男性は115.80人である。
この郡内の世帯ごとの平均的な収入は31,577米ドルであり、家族ごとの平均的な収入は38,822米ドルである。男性は28,824米ドルに対して女性は21,587米ドルの平均的な収入がある。この郡の一人当たりの収入 (per capita income) は14,770米ドルである。人口の17.90%及び家族の15.10%は貧困線以下である。全人口のうち18歳未満の26.50%及び65歳以上の11.90%は貧困線以下の生活を送っている。

## 都市及び町
- クラークスヒル (Clarks Hill)
- マコーミック (McCormick)
- Modoc
- Mount Carmel
- Parksville
- Plum Branch
- Willington